# Oscar Riesebeek
Oscar Riesebeek (* 23. Dezember 1992 in Ede) ist ein niederländischer Radrennfahrer.

## Sportlicher Werdegang
Nach guten Ergebnissen bei den Junioren, unter anderem dem Gewinn der Gesamtwertung beim Grand Prix Rüebliland, wurde Riesebeek 2011 Mitglied im Rabobank Development Team. Nach zwei Jahren wechselte er zum Metec-TKH Continental Cyclingteam, für das er bis 2016 fuhr. Für das Team gewann er 2015 die Bergwertung der Czech Cycling Tour.
2017 wurde Riesebeek Mitglied im UCI Continental Team Roompot-Charles. Auch wenn er keine zählbaren Erfolge aufweisen konnte, machte Riesebeek durch einige gute Platzierungen auf sich aufmerksam, unter anderen Platz 2 beim Druivenkoers 2018 und Platz 3 bei den 4 Jours de Dunkerque 2018. 
Nach Auflösung des Teams Roompot-Charles zum Ende der Saison 2019 erhielt Riesebeek ab 2020 einen Vertrag beim UCI ProTeam Alpecin-Fenix. Den ersten Erfolg mit dem Team erzielte er 2020 bei der Tour Bitwa Warszawska 1920, als er mit dem Gewinn der letzten Etappe auch noch die Gesamtwertung für sich entschied. Mit dem Giro d’Italia 2021 nahm er erstmals an einer Grand Tour teil und beendete diese auf Platz 104 der Gesamtwertung. Auf der 15. Etappe verpasste er einen Etappengewinn nur knapp, als er im Sprint einer Zweier-Gruppe Victor Campenaerts unterlag. In der Saison 2022 erzielte er mit dem Sieg bei Dwars door het Hageland seinen ersten Erfolg als Profi. In der zweiten Saisonhälfte stürzte er einen Tag vor Beginn der Vuelta a España im Training und fiel mit Handbruch für den Rest der Saison aus. In seinem Team gilt Riesebeek als zuverlässiger Helfer und Vertrauter von Mathieu van der Poel. In dieser Rolle war sein Name für die Olympische Sommerspiele 2024 in Paris im Gespräch, letztendlich wurde er aber nicht nominiert.

## Erfolge
2009
- Grand Prix Rüebliland

2010
- eine Etappe Liège - La Gleize
- eine Etappe Sparkassen Münsterland GIRO

2014
- Mannschaftszeitfahren Slowakei-Rundfahrt

2015
- Bergwertung Czech Tour

2016
- Omloop der Kempen

2020
- Gesamtwertung und eine Etappe Tour Bitwa Warszawska 1920

2022
- Dwars door het Hageland

## Grand-Tour-Platzierungen
| Grand Tour            | 2021 | 2022 | 2023 | 2024 |
| --------------------- | ---- | ---- | ---- | ---- |
| Giro d’ItaliaGiro     | 104  | 113  | DNF  | –    |
| Tour de FranceTour    | –    | –    | –    | –    |
| Vuelta a EspañaVuelta | –    | –    | –    | 133  |